# 辻井康一
辻井 康一（つじい やすかず、1932年4月5日 - ）は、日本の映画監督である。宝塚映画製作所（現在の宝塚映像）の社員監督として、テレビ映画をおもに撮ったことで知られる。

## 人物・来歴
1932年（昭和7年）4月5日、大阪府中河内郡孔舎衙村（くさかむら、現在の同府東大阪市日下町）に生まれる。
1956年（昭和31年）、東京の早稲田大学法学部を卒業、関西に戻り、26歳になる1958年（昭和33年）、宝塚映画製作所に入社、久松静児、岡本喜八両監督に師事した。
1968年（昭和43年）、助監督経験を積み重ね、36歳のときに、のちにスキーヤーのバイブルと呼ばれる教育映画『スキー場は戦場ではない』で監督としてデビューした。その後、よみうりテレビから宝塚映画が受注するテレビ映画『マキちゃん日記』等を監督する。1972年（昭和47年）からは、関西テレビの「阪急ドラマシリーズ」を多く手がけた。また、同社が熊井啓を監督に劇場用映画『お吟さま』を製作した際には、監督補をつとめ、同作は1978年（昭和53年）6月3日に公開された。
1983年（昭和58年）9月、51歳のとき、宝塚映画の経営不振による解散の際、新会社「宝塚映像」に残らず、フリーランスの映画監督となった。日本映画監督協会会員である。

## おもなフィルモグラフィ
- 37階の男 （テレビ映画、宝塚映画、1968年7月28日 - 同年12月29日） - チーフ助監督
- スキー場は戦場ではない （教育映画、宝塚映画、1968年） - 監督デビュー作
- プロファイター （テレビ映画、宝塚映画、1969年1月5日 - 同年3月30日）- チーフ助監督
- マキちゃん日記 （テレビ映画、宝塚映画、1969年10月7日 - 1970年10月11日）
- 阪急ドラマシリーズ 花嫁とおばあちゃん （テレビ映画、宝塚映画、1972年）
- 阪急ドラマシリーズ 結婚許しません （テレビ映画、宝塚映画、1973年4月5日 - 同年6月28日）
- 阪急ドラマシリーズ 太陽が欲しい （テレビ映画、宝塚映画、1973年10月4日 - 同年12月27日）
- 阪急ドラマシリーズ せなかあわせ （テレビ映画、宝塚映画、1974年7月4日 - 同年9月26日）
- 阪急ドラマシリーズ あこがれ雲 （テレビ映画、宝塚映画、1975年1月 - 同年3月27日）
- 阪急ドラマシリーズ 河原町東入ル （テレビ映画、宝塚映画、1976年10月7日 - 1977年3月31日）
- お吟さま （監督熊井啓、宝塚映画、1978年6月3日） - 監督補
- 阪急ドラマシリーズ いらっしゃいませ! （テレビ映画、宝塚映画、1980年4月3日 - 同年9月25日）
- マリーの発見 （1980年）
- 七色のファンタジー （1985年）
- 王女ミドリの冒険 （1987年）
- 大阪パチンコ物語 浪花の勝負師 （ビデオ映画、ケイエスエス、1992年8月28日）
- 大阪大空襲 （ドキュメンタリー映画）
- 醤油物語 （記録映画）

## 註
1. 1 2 3 4 5 6  辻井康一、日本映画監督協会、2009年5月8日閲覧。
2. 1 2  辻井康一、キネマ旬報映画データベース、2010年11月8日閲覧。